# Landa (ciutat hitita)
|  | Per a altres significats, vegeu «Landa». |

Landa era una ciutat o una regió de l'Imperi Hitita situada a l'est d'Hattusa, d'emplaçament exacte no localitzat. Labarnas I va combatre en aquesta regió.
Els kashka de la ciutat de Pishuru, després de conquerir Ishupitta i Daistipassa, ciutats hitites, es van apoderar de les terres de Landa, Marista i altres ciutats fortificades dels hitites; els hitites no els van poder contenir i els kashka van continuar avançant cap al sud, creuant el riu Marasanda o Maraššanda i arribant fins a la terra de Kanis (Kanesh).